# عبدالله الدیانی
عبدالله الدیانی (انگلیسی: Abdullah Al-Deyani؛ زادهٔ ۲۶ مهٔ ۱۹۸۶) یک ورزشکار است.